# Polycarpe Poncelet
 (mai 2025).
Si vous disposez d'ouvrages ou d'articles de référence ou si vous connaissez des sites web de qualité traitant du thème abordé ici, merci de compléter l'article en donnant les références utiles à sa vérifiabilité et en les liant à la section « Notes et références ».
Polycarpe Poncelet, né à Verdun[réf. souhaitée] vers 1720 et mort en 1780, est un religieux et un agronome français, abbé de l'ordre des Récollets.
Il a consacré une grande partie de sa vie à l'étude les sciences naturelles. S'intéressant à la chimie il entreprend en 1755 d'appliquer aux goûts les règles de proportion harmonique des sons. Il développe les bases de la "musique savoureuse" dans son livre, la Chimie du goût et de l'odorat, ou Principes pour composer aisément, & à peu de frais, les liqueurs à boire, & les eaux de senteurs. Il est également l'auteur d'une Histoire naturelle du froment, publiée en 1779 et des Principes généraux pour servir à l'éducation des enfants de la noblesse française. Ses travaux l'ont porté à l'étude de la biologie et à la physique du tonnerre.